# Crespières
Crespières är en kommun i departementet Yvelines i regionen Île-de-France i norra Frankrike. Kommunen ligger i kantonen Poissy-Sud som tillhör arrondissementet Saint-Germain-en-Laye. År 2022 hade Crespières 1 717 invånare.

## Befolkningsutveckling
Antalet invånare i kommunen Crespières
| Referens: INSEE |